# Klokan uru
Klokan uru (Thylogale brunii) je druh lesního klokana, který se vyskytuje v jižních částech Nové Guiney.

## Systematika
Druh formálně popsal německý přírodovědec Johann Christian Daniel von Schreber v roce 1778. Klokan uru se řadí do rodu Thylogale, který zahrnuje několik druhů nevelkých klokanů z Nové Guineje, Austrálie a Tasmánie.
Jako Thylogale brunii byl původně označován druhový komplex, který byl po taxonomické revizi z roku 1992 rozdělen do 3 druhů, vedle klokana uru to byl klokan Calabyův (Thylogale calabyi) a klokan Brownův (Thylogale browni).

## Výskyt
Klokan uru je rozšířen v jižní části Nové Guiney (jak v indonéské, tak papuo-novoguinejské části) a na indonéských Aruských a Kaiských ostrovech. Na samotném jihovýchodním cípu Nové Guiney kolem Port Moresby je patrně již vyhynulý. Habitat druhu tvoří nížinaté vlhké tropické deštné pralesy a lesní savany.

## Popis

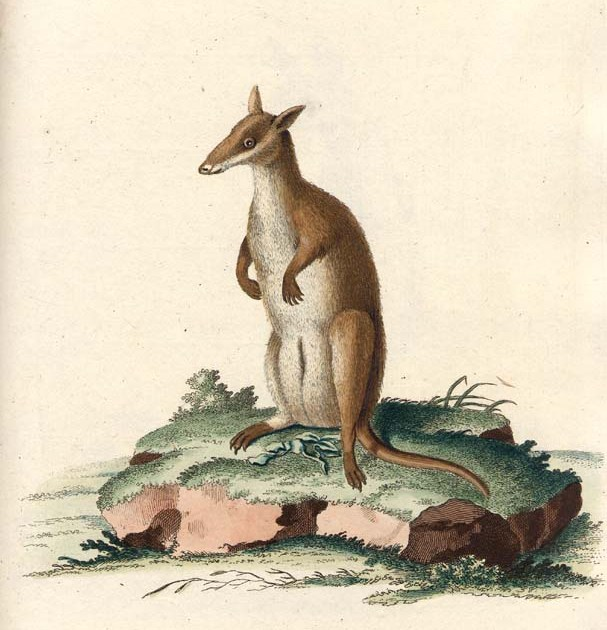
Ilustrace klokana uru z roku 1780

Srst klokanů je hustá a jemná. Na hřbetní straně je šedavě až čokoládově hnědá, břišní strana je bílá. Tato bílá barva začíná již po stranách čumáku, avšak je přerušena hnědošedým pruhem táhnoucím se od oka ke koutkům tlamy. Ocas je krátký a silný s krátkým osrstěním. Délka těla včetně hlavy dosahuje od 29 do 67 cm, ocas se pohybuje mezi 25–51 cm. Samci váží 11–18 kg, samice 5–9 kg.

## Biologie

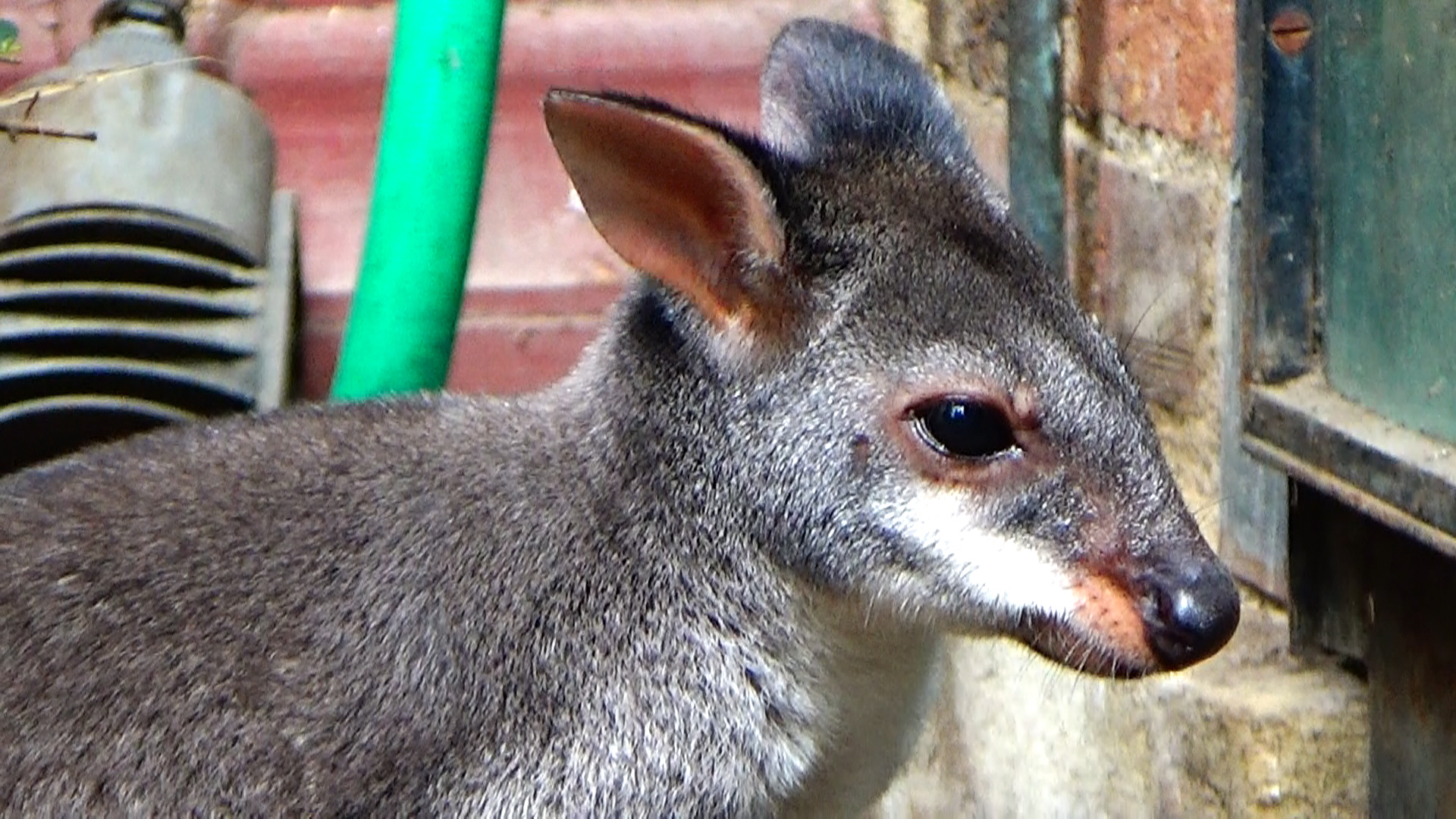
Detail bílo-šedohnědého vzoru na tváři

Zatímco přes den sbírá potravu hlavně v lese, v noci se odváží i na otevřenější stanoviště při lesních okrajích. Klokani uru pro tyto přechody mají ustálené trasy, které vytváří v hustých křovinách viditelné tunely. Živí se trávou, listy, výhonky a semeny. Pohybují se skoky, při nichž mívají vzpřímený ocas. Rozmnožují se po celý rok. Embryo se vyvíjí 30 dní, načež vyleze z kloaky do vaku, kde se přisaje na jednu z matčiných bradavek. Mládě zůstává ve vaku dalších 6 měsíců, načež začíná vylézat ven, avšak nadále saje mateřské mléko až do úplného osamostatnění, které nastává ve stáří 8–12 měsíců. V divoké přírodě se dožívá 5–6 let, v zajetí kolem 10 let.

## Ohrožení a ochrana
Mezinárodní svaz ochrany přírody ve své zprávě o stavu populace z roku 2016 druh hodnotil jako zranitelný. Hlavním důvodem je lov, na který jsou klokani citliví, a který způsobil jejich vyhynutí kolem Port Moresby. Při lovu jsou používáni psi a primárním cílem je zisk klokaního masa.

## Chov
Klokan uru je držen v chovných zařízeních v Evropě i mimo ni. V Česku se jedná o Zoo Na Hrádečku, Zoo Plzeň, Zoo Jihlava nebo Zoo Ústí nad Labem.